# تد باکل
تد باکل (انگلیسی: Ted Buckle; ۲۸ اکتبر ۱۹۲۴ – ۱۴ ژوئن ۱۹۹۰) بازیکن فوتبال اهل بریتانیا بود.
از باشگاه‌هایی که در آن بازی کرده‌است می‌توان به باشگاه فوتبال اکستر سیتی، باشگاه فوتبال ویگان اتلتیک، باشگاه فوتبال اورتون، و باشگاه فوتبال منچستر یونایتد اشاره کرد.